# Parco eolico di Montazzoli
Il parco eolico di Montazzoli è un impianto di produzione di energia eolica situato nel territorio comunale di Montazzoli in provincia di Chieti e fa parte del Comprensorio eolico Alto Vastese.
L'impianto è stato realizzato nel 2001 con 16 aerogeneratori da 600 kW, per una potenza totale installata di 9,6 MW.
Al parco eolico è associata la stazione elettrica di Monteferrante per la trasformazione dell'energia elettrica in alta tensione (150 kV).